# Торпеда Шварцкопфа
Торпеда Шварцкопфа — торпеда, що вироблялась на базі торпеди Вайтгеда німецької компанії Eisengießerei und Maschinen-Fabrik von L. Schwartzkopff (згодом Berliner Maschinenbau. Торпеда була виготовлена з бронзи на відміну від сталевої торпеди Вайтгеда.

## Історія

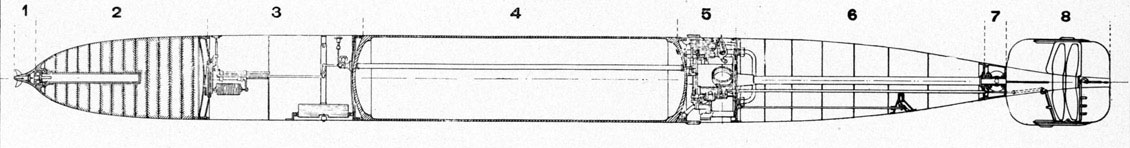
Схема торпеди Шварцкопфа. 1903

До Фіуме на фірму Вайтгеда приїздили покупці, потенційні партнери. Серед них був Луї Віктор Шварцкопф, власник німецької компанії. В останню ніч перебування Шварцкопф начебто перебував на заводі. Зранку виявили, що викрадено комплект креслень торпеди. Вайтгед запевняв, що Шварцкопф непричетний до викрадення. Через декілька місяців 1873 у Німеччині було презентовано торпеду Шварцкопфа з системою управління і гідростатом Вайтгеда. Існувала гіпотеза, що британський підданий Вайтгед таємно розробив для німців торпеду, передавши її під прикриттям Шварцкопфа.
У 1887 у пресі появились репортажі, що торпеда Шварцкопфа буде використовуватись з торпедних катерів. Вона приводиться в дію стисненим повітрям, яке можна закачати за 7-8 хвилин для враження ворога з відстані 600 ярдів. У бойовій частині використовувався піроксилін.
ВМС США придбали 1898 12 торпед Шварцкопфа, що складалась з восьми секцій — носової, боєголовки, камери занурення, балону стисненого повітря, машинного відділення, корпусу, конічного редуктора, хвоста. Після доробки торпеду складали з 4 секцій — головної, камери занурення, балонів стисненого повітря, хвостової частини. Усі деталі були бронзовими, причому для стисненого повітря використовували спеціальний сплав, здатний витримати тиск у 90 атмосфер на дюйм².
Під час Першої японо-китайської війни 1894-1895 обидві сторони мали на озброєнні торпеди Шварцкопфа. У битві на ріці Ялу китайські кораблі декілька разів безрезультатно намагались торпедувати японські. Через п'ять місяців у битві при Венхавеї вже японські торпедні катери випустили 11 торпед Шварцкопфа, потопивши 3 китайські крейсери. Це було найуспішніше застосування торпед Шварцкопфа.

## Флоти-оператори
- Кайзерліхе Маріне
- United States Navy
- Імперський флот Росії
- Імперський флот Японії
- ВМС Іспанії
- Імперський китайський флот